# Santero (limosna)

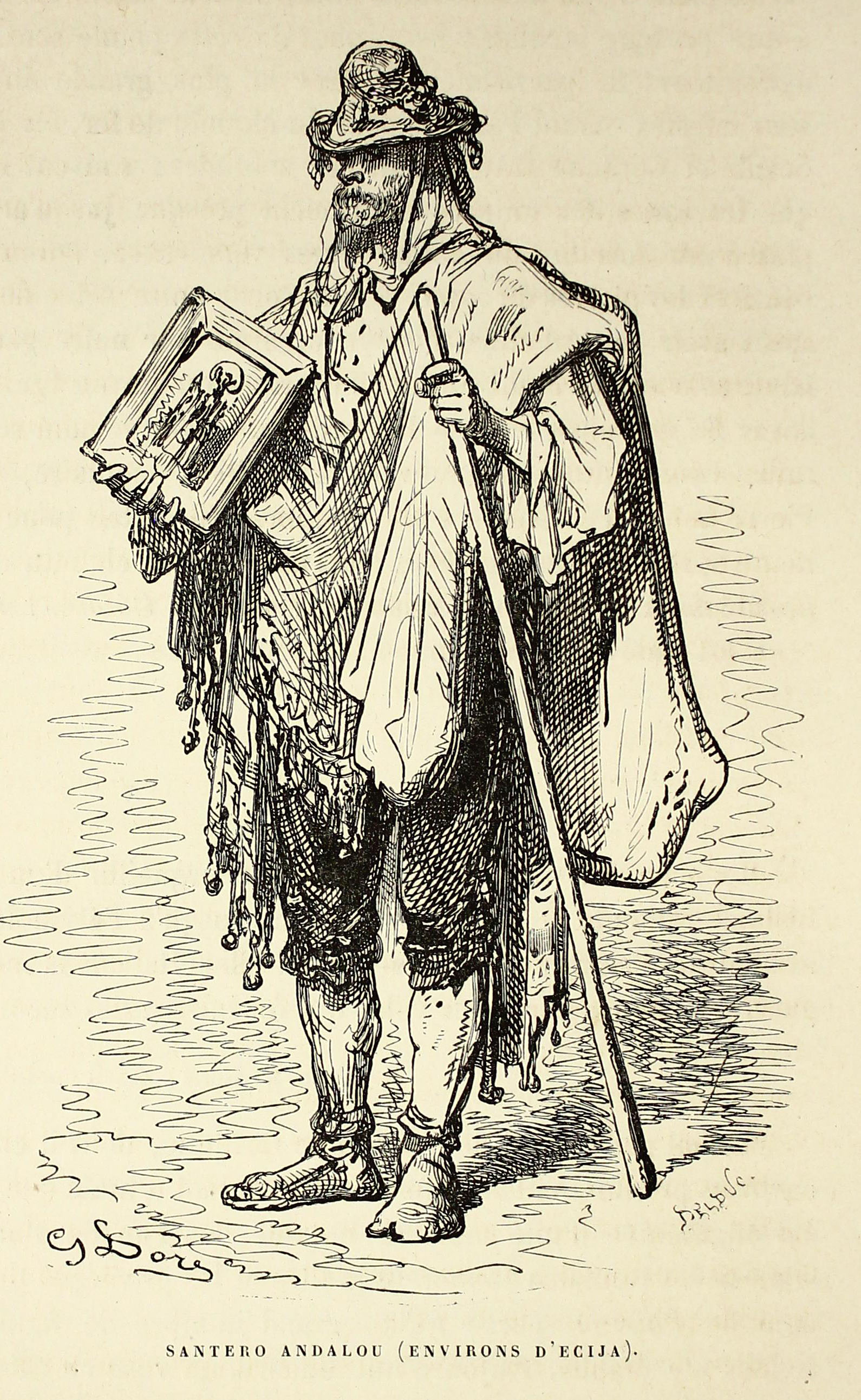
Santero andaluz, en las cercanías de Écija, de Gustave Doré.

Se llama santero o demanda a la persona que pide limosna en nombre de un santo, de quien anuncia  sus virtudes.
En el siglo XVIII en España proliferaron los hermanucos y santeros, que por lo regular vestían traje frailuno, con  barbas postizas, su capuchón y en una mano el báculo, llevando en la otra la demanda con la imagen de algún santo milagroso. Con semejante disfraz andaban por las calles y plazas embaucando a la multitud. Un tropel se santeros corría de pueblo en pueblo, aparentando penitencia y mortificación, contando mil patrañas. Tomaban de todo cuanto les daban los devotos y devotas, variando la colectación según las diferentes producciones y usos de cada provincia, según las estaciones del año y la especie de patrocinio que prometían en nombre del celícola.
En el siglo XIX, tras la revolución francesa los santeros se refugiaron en las iglesias cerca de las cuales se les podía ver. En las puertas de las mismas pedían para el tutelar. Los santeros tendían a profesar una adoración supersticiosa a las imágenes de sus santos y a exagerar e inventar sus milagros con una finalidad recaudatoria. Prometían a cada uno lo que más deseaba y por lo que se mostraba inquieto, para lo cual procuraban tomar noticias exactas anticipadamente. Estas promesas, apoyadas en ejemplos milagrosos, llevaban siempre la condición implícita de que los agraciados no fueran escasos en la limosna que por este medio recogían antes a manos llenas. 

## Ejemplos de santeros
Cada demanda o santero orientaba sus promesas y milagros a la protección ofrecida por su santo: 
- el Demanda de san Antonio Abad distribuía campanillas de metal, que servían para preservar a todos los animales de distintas enfermedades.
- el postulante para san Lázaro llevaba un remedio eficaz en sus tabletas, haciendo con ellas ruido para ahuyentar los demonios.
- el que pedía para san Blas, a cuya protección se acogen los que padecen males de garganta, repartía cordones de seda que han estado al cuello de la imagen del santo, talismán que buscaban con ansia las personas propensas a padecer en esa parte de su cuerpo.

## Demandas en Andalucía
Las costumbres del santero persistieron en la región de Andalucía y en particular, en la ciudad de Sevilla. En cada parroquia de las que hay en aquella ciudad existían varias hermandades con diferentes advocaciones, ya de santos, ya de la Virgen, sucediendo lo mismo en toda España. En el siglo XIX, tenía cada cofradía o hermandad su Demandador, que aunque de ordinario vestía traje común, solía cubrirse en los días de función o de la festividad del santo, con el talar de los clérigos, es decir, la sotana. Si en las parroquias había muchas hermandades, pedían para todas en virtud de un convenio con los hermanos mayores obligándose a entregar una cantidad determinada o dar el aceite para las lámparas, la cera para el altar de su imagen y la limosna o estipendio del clérigo que decía en el mismo la misa todos los días festivos quedando en beneficio del Demanda todo el sobrante de la cuestación.
En vano las leyes prohibieron estas cuestaciones: los Demandantes siguieron en su afanosa tarea para aumentar el superávit que les facilitaba su subsistencia, sus comodidades y sus placeres. Este es el verdadero origen de las subastas de tortas, dulces y frutas que eran frecuentes en todas las puertas de las capillas y delante de los retablos, pujas, en fin, que daban un producto incalculable, porque movían y estimulaban la golosina de los muchachos que creían contraer un mérito haciendo subir el precio de un confite.
Posteriormente, pusieron en práctica, para llenar el déficit que dejaba la disminución de limosnas el arbitrio de una suscripción voluntaria. Los fondos de esta suscripción estaban destinados a lo que llamaban la distribución de Nochebuena. Cada devoto o devota concurría todas las semanas con la pequeña suma que había prometido. Estas cantidades quedaban depositadas todo el año en el Demandante hasta que llegaba la pascua de Navidad, dejándose traslucir que el depositario daba movimiento a estos fondos.
Llegada la pascua, convocaba el Demandante a todos los contribuyentes para hacer la distribución, verificándose la junta, por lo regular, en la morada del mismo Demandante un día o dos antes de Nochebuena y era tanta la concurrencia y la algazara que no solo se llenaba el local, sino que la gente no cabía en la calle. En una sala adornada con flores y colgajos, se colocaba una mesa con avíos de escribir y un gran libro abierto, que contenía el registro general de todos los contribuyentes, los cuales iban entrando por el orden que los llama el Demandador a recibir su parte o prevención de Nochebuena, que solía consistir en algunas legumbres para un potaje, una ración de bacalao, castañas, nueces, peros, batatas y turrón, más o menos abundante, según era establecida la distribución. Se repartía además lo que llamaban el aguinaldito que era un extraordinario ya de uvas frescas, ya de tortas, ya de ramos de naranjas, habiendo ocasiones en que algunos Demandantes repartieron a cada devoto un cuarto de gallina y aun de pavo. Todos los años era diferente el aguinaldo, dando margen la novedad que esto proporcionaba a rivalidades o emulación entre los Demandas.